# کنزینگتون (کانزاس)
کنزینگتون (به انگلیسی: Kensington) شهری در ایالت کانزاس کشور ایالات متحده آمریکا است که جمعیت آن در سرشماری سال ۲۰۱۰ میلادی، ۴۷۳ نفر بوده‌است.